# Воронежский тепловозоремонтный завод

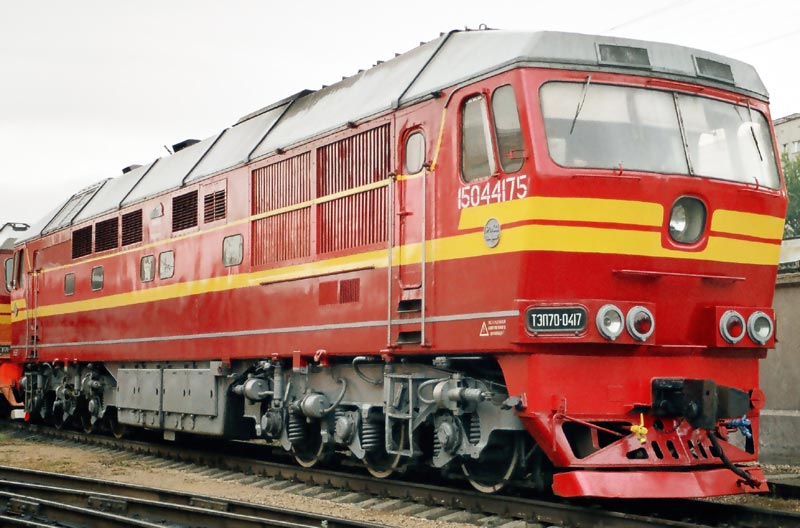
Тепловоз ТЭП70 после ремонта на Воронежском ТРЗ

Воро́нежский тепловозоремо́нтный заво́д (Воронежский ТРЗ) им. Ф. Э. Дзержинского — завод в городе Воронеже, улица Свердлова, д. 5.
Предприятие производит ремонт тепловозов серий 2ТЭ116, ТЭП70.

## История
Завод основан в 1868 году как железнодорожные мастерские Юго-Восточных железных дорог. С 1928 года завод получает название паровозоремонтный, в 1929 году получил имя Ф. Э. Дзержинского. С 1960 года носит название тепловозоремонтный.
Во время Великой Отечественной войны завод, находясь в эвакуации, ремонтировал паровозы, строил бронепоезда, выпускал стрелковое оружие, лафеты противотанковых орудий.
За свою историю завод ремонтировал паровозы разных серий в том числе Э, ФД и ИС, тепловозы ТЭ3, 2ТЭ10М, 2ТЭ116, ТЭП70. Кроме того, завод ремонтировал передвижные электростанции, выпускавшиеся Коломенским тепловозостроительным заводом и Луганским тепловозостроительным заводом; ремонтировал дизели 2Д100, 10Д100, Д49, ремонтировал и формировал колёсные пары разных серий тепловозов, ремонтировал тяговые двигатели, тяговые генераторы и вспомогательные электромашины.
Также заводом построены Газотурбовоз ГТ1 и дизель-поезда ДТ116.
На производственной площадке завода находится 15 цехов: тепловозосборочный, аппаратный, дизельный, цех ремонта электрических машин, колесно-тележечный, цех ремонта тяговых двигателей, кузнечный, литейный, механический, цех металлоконструкций и сварки, ремонтно-комплектовочный, ремонтно-механический, транспортный, энергоцех, электроремонтный цех.